# Goldenrod (automóvil)

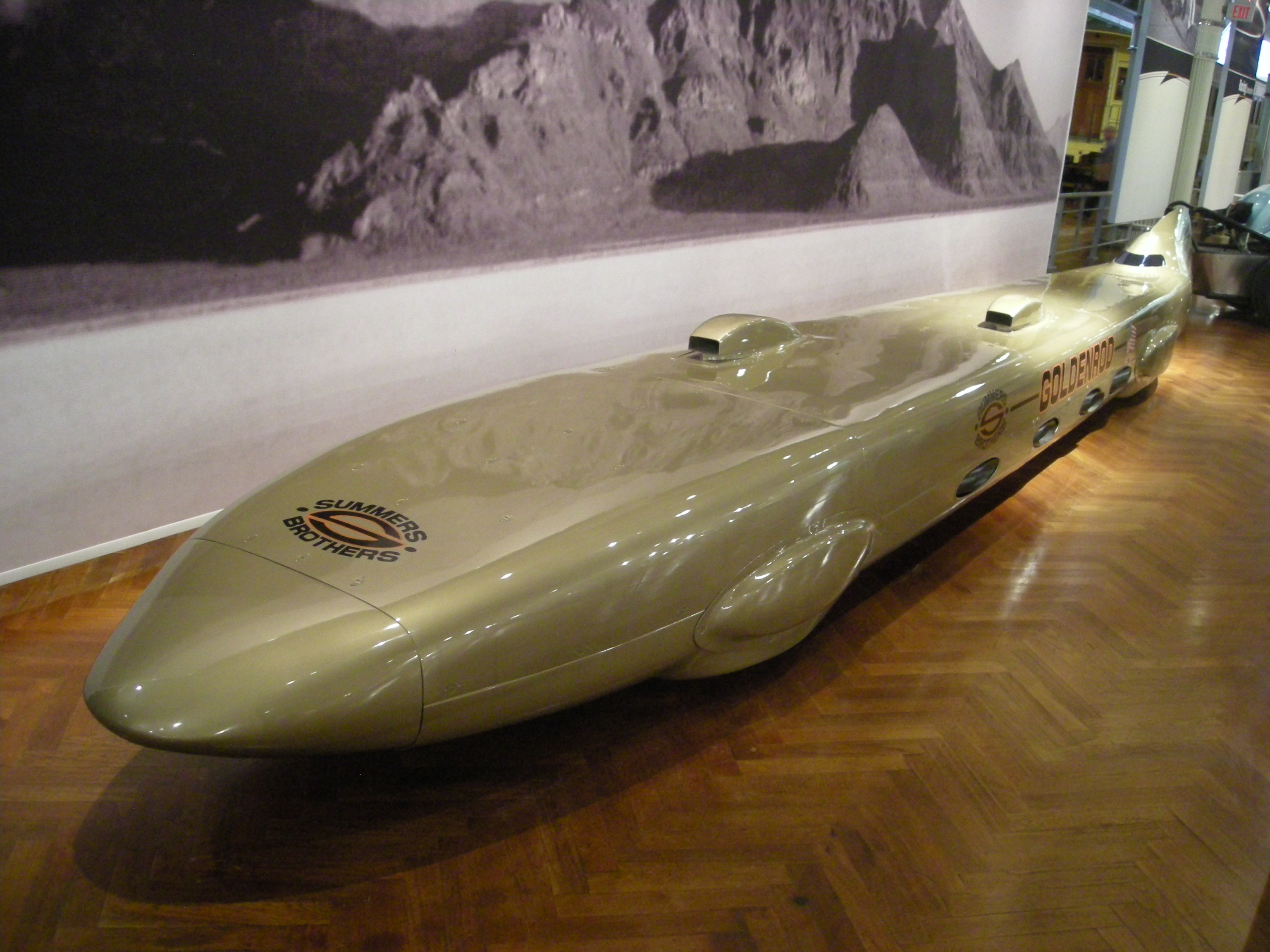
El Goldenrod, exhibido en el Museo Henry Ford (año 2012)

El Goldenrod es un automóvil estadounidense, un vehículo aerodinámico que ostentó el récord de velocidad en tierra con tracción en las ruedas de 1965 a 1991. Era propiedad de Bob "Butch" y Bill Summers, de Ontario (California). Bob Summers era el encargado de pilotar el coche cuando estableció el récord de velocidad en tierra. El automóvil funcionaba con cuatro motores Chrysler Hemi de inyección montados en línea, con una potencia total de 2400 HP (1789,7 kW). Se construyó originalmente en el sur de California y el equipo incluía a James Crosby.

## Historia
Antes de alcanzar el éxito final, los dos hermanos Summers se pusieron en contacto con un especialista en combustible y pionero e inventor de equipamiento de carreras, llamado Tony Capanna, propietario de Wilcap Co. (en ese momento con sede en Torrance, California). Tenían problemas para conseguir la velocidad que querían con los 4 motores colocados en 2 filas una al lado de la otra. Capanna sugirió que pusieran los motores en línea y rehicieran el diseño. Con esta nueva configuración comenzó a denominarse "Goldenrod" (lingote dorado). Capanna les recomendó obtener asesoramiento aerodinámico de un ingeniero de Lockheed, Walter Korff. La configuración del "Goldenrod" se perfeccionó durante una prueba en el túnel de viento de 10 pies (3 m) del Instituto de Tecnología de California. El coeficiente de arrastre resultante de 0,1165, con un área frontal de 8,53 pies cuadrados (0,8 m²), es uno de los más bajos jamás logrados para un automóvil.
Los hermanos alcanzaron el éxito el 12 de noviembre de 1965, cuando el Goldenrod estableció el récord para automóviles con ruedas motrices (una clase introducida debido a la controversia generada por el Spirit of America) a 409,277 mph (658,64 km/h) sobre la milla lanzada, un récord homologado por la FIA que se mantuvo durante 42 años, 9 meses y 14 días. Fue roto extraoficialmente en 1991 por Al Teague con su Spirit of '76 con motor Hemi sobrealimentado, que estableció una marca de 409,986 mph (659,81 km/h), que fue menos del uno por ciento de aumento requerido para un récord oficial que habría sido de al menos 413,36977 mph. Más adelante, el Burklands '411 Streamliner estableció el nuevo récord oficial en 415,896 mph (669.319 km/h) el 26/09/2008 (Clase AI-I-11). El "Goldenrod" no estaba sobrealimentado, por lo que aún mantuvo el récord de la clase (AI-II-11) hasta el 21 de septiembre de 2010, cuando Charles Nearburg en el Spirit of Rett lo elevó a 414,316 mph. El automóvil estuvo de gira durante muchos años por todo Estados Unidos, saliendo por primera vez fuera del país en 2000, cuando se exhibió en un terreno de juego de críquet, durante el Festival de Velocidad de Goodwood con otros coches de récord de velocidad terrestre. El hermano superviviente de los Summers, Bill, asistió al certamen (Bob había fallecido en 1992).
El Museo Henry Ford compró el automóvil en 2002, lo restauró mediante una subvención del gobierno de EE. UU. (Save America's Treasures) y lo exhibe desde septiembre de 2006. La restauración fue realizada por el ex editor de Hot Rod Magazine, John Baechtel de Landspeed Restorations y Mike Cook de Cook Motorsports, con un agradecido reconocimiento a los muchos colaboradores que apoyaron el proyecto. John Baechtel publicó posteriormente un libro de 300 páginas sobre los hermanos Summers y la restauración del Goldenrod, titulado Goldenrod: The Resurrection of America's Speed King.
"Ya era hora de que lo batieran", dijo Bill Summers a Louise Ann Noeth de "LandSpeed" durante una entrevista sobre el nuevo récord: "Ha pasado mucho tiempo para mantener el récord: 44 años, 10 meses y 12 días. Mi hermano Butch y yo hicimos todo lo que pudimos con este automóvil, y luego lo vendimos al Museo Henry Ford".
Hablando de que Charles Nearburg finalmente batió el récord de Bob Summers, Bill Summers dijo: "Que [Nearburg] lograse esa velocidad con solo dos ruedas motrices y un motor de aspiración natural es un logro fenomenal, pero tuvieron buenas condiciones de campo, y cuando las condiciones son buenas, los coches van rápido".
Bill Summers murió el 12 de mayo de 2011.